# Teresa Lamoneda
Teresa Lamoneda (La Habana, 1994 o 1995)  fue una militar intersexual cubana que combatió en la guerra civil española.

## Biografía
Teresa nació en algún momento del siglo XX en la ciudad de La Habana, hija de padres afrocubanos, y en 1935 se mudó a Madrid para formarse como bailarina.
Los días 17 y 18 de julio de 1936 se encontraba en Toledo cuando tuvo lugar el golpe de Estado de 1936. Durante el levantamiento fue atacada y herida por los sublevados, recibiendo un disparo en la ingle, mientras que su novio, un joven gallego, fue capturado y retenido en contra de su voluntad.
Tras recuperarse del disparo en un hospital de Madrid se enlistó para combatir junto al bando republicano en el frente de Talavera de la Reina, donde además se reencontró con su pareja, que falleció en el Frente de Teruel en 1938. Combatiendo alcanzó el rango de teniente y recibió dos condecoraciones. En 1938 fue entrevistada por la periodista estadounidense Lorna Lindsley, quien posteriormente publicó la entrevista en su propio capítulo del libro libro War is people, que vio la luz cinco años después.

I first met Teresita in Denia. I was walking down to the port with some convalescent IB’s and a nurse from Ney York called Rose. Rose cried: “Look, there’s Teresita! Now you’ll have some fun, she’s a scream. Oiga Teresita! Coming towards us was a strange figure. She was a tall, thin, light-skinned Negress. On her head was an officer’s cap; her sleezy silk dress looked strangely out of place on her long muscular arms and above her thin legs and feet, which were shod in discolored mules, feminine slippers, with a wisp of wilted ostrich feather still on them
Conocí a Teresita por primera vez en Denia. Caminaba hacia el puerto con algunos miembros convalecientes de las Brigadas Internacionales y una enfermera de Nueva York llamada Rose. Rose exclamó: “¡Mira, ahí está Teresita! Ahora te vas a divertir, es un personaje. ¡Oiga, Teresita!”. Hacia nosotros venía una figura peculiar. Era una mujer negra de piel clara, alta y delgada. Llevaba una gorra de oficial en la cabeza; su vestido de seda raído desentonaba con sus largos brazos musculosos, y con sus piernas y pies delgados, calzados con unas desgastadas chinelas femeninas, aún decoradas con un mechón marchito de pluma de avestruz.
Lorna Lindsay

Teresa fue una figura conocida en Denia, a pesar de que no aparece en muchos documentos bajo este nombre, es recordada por los vecinos de Denia. En documentos oficiales aparece bajo el nombre Juana Tomás Llamacero, aunque el orden de los mismos varía según el documento. Su nacionalidad también aparece listada en ocasiones como americana, cubana e incluso española.
En 1939, siendo ya teniente, formaba parte de la tripulación de un barco que evacuaba a combatientes republicanos de Valencia, trasladándolos a Barcelona. Allí conoció al brigadista Joseph Almudéver.
En una ocasión afirmó que tras la guerra tenía planeado desplazarse a Rusia, pero se desconoce si sobrevivió al final de la guerra. Lorna, la periodista que la entrevistó, afirmó haber oído rumores que afirmaban que Teresa había fallecido en el campo de concentración de Gurs en Francia, pero no existe evidencia de este hecho.